# Cluster One
„Cluster One“ je instrumentální skladba anglické progresivně rockové skupiny Pink Floyd. Jedná se o první skladbu z jejich posledního alba The Division Bell z roku 1994.

## Sestava
- David Gilmour – kytara
- Nick Mason – bicí, perkuse
- Rick Wright – piáno, syntezátor